# Bryana Salaz
Bryana Alicia Salaz (Orlando, 25 de agosto de 1997) es una actriz y cantante estadounidense. En el 2014, apareció en la séptima temporada de The Voice como parte del equipo de Gwen Stefani. En el 2019, comenzó a interpretar el papel de Kaylie en la serie Team Kaylie de Netflix.

## Biografía
Salaz nació el 25 de agosto de 1997 en Orlando, Florida. Es hija de Edward Salaz y se crio en una familia de militares. Salaz se ha mudado cada dos o tres años desde que nació. Esto incluye asistir a cuatro escuelas secundarias entre su primer y último año. Los muchos movimientos le enseñaron a Salaz a adaptarse fácilmente a su entorno.
Además de Ariana Grande y Gwen Stefani, el estilo pop de Salaz está influenciado por artistas como Christina Aguilera, Beyoncé y Whitney Houston.

## Filmografía
| Año       | Título                               | Personaje                       | Notas                           |
| --------- | ------------------------------------ | ------------------------------- | ------------------------------- |
| 2014      | The Voice                            | Ella misma                      | Temporada 7                     |
| 2015      | Cowboy de ciudad (Urban Cowboy)      | Anita                           | Piloto no emitido               |
| 2016      | Best Friends Whenever                | Daisy                           | Elenco recurrente; 7 episodios  |
| 2016      | Bizaardvark                          | Becky                           | Episodio: "Best Friend Tag"     |
| 2019      | La guardia del león (The Lion Guard) | Anga (voz)                      | Reparto principal; 20 episodios |
| 2019      | Star vs. the Forces of Evil          | Teenage Meteora Butterfly (voz) | Episodio: "Gone Baby Gone"      |
| 2019      | Malibu Rescue: The Movie             | Logan                           | Película de netflix             |
| 2019      | Malibu Rescue                        | Logan                           | Elenco recurrente; 7 episodios  |
| 2019–2020 | Team Kaylie                          | Kaylie                          | Reparto principal               |
| 2023      | Freeridge                            | Ines                            | Reparto principal               |